# 南知多町民会館
南知多町民会館（みなみちたちょうみんかいかん）は、愛知県知多郡南知多町大字内海字柴井1-66にある公共施設群。図書室、会議室、グラウンドからなる。1974年（昭和49年）に知多半島内陸部に移転した愛知県立内海高等学校の敷地を転用している。

## 施設

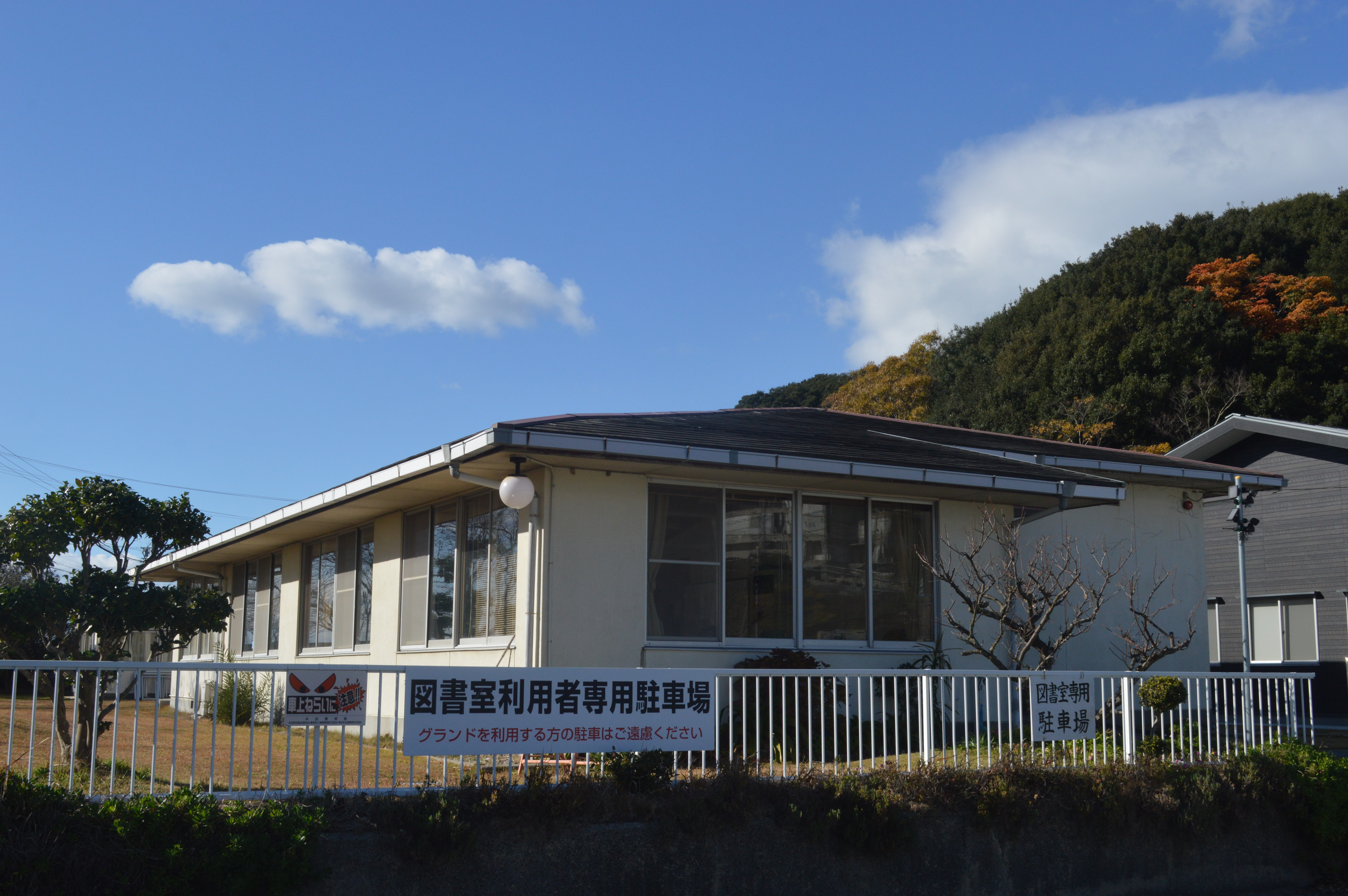
図書室

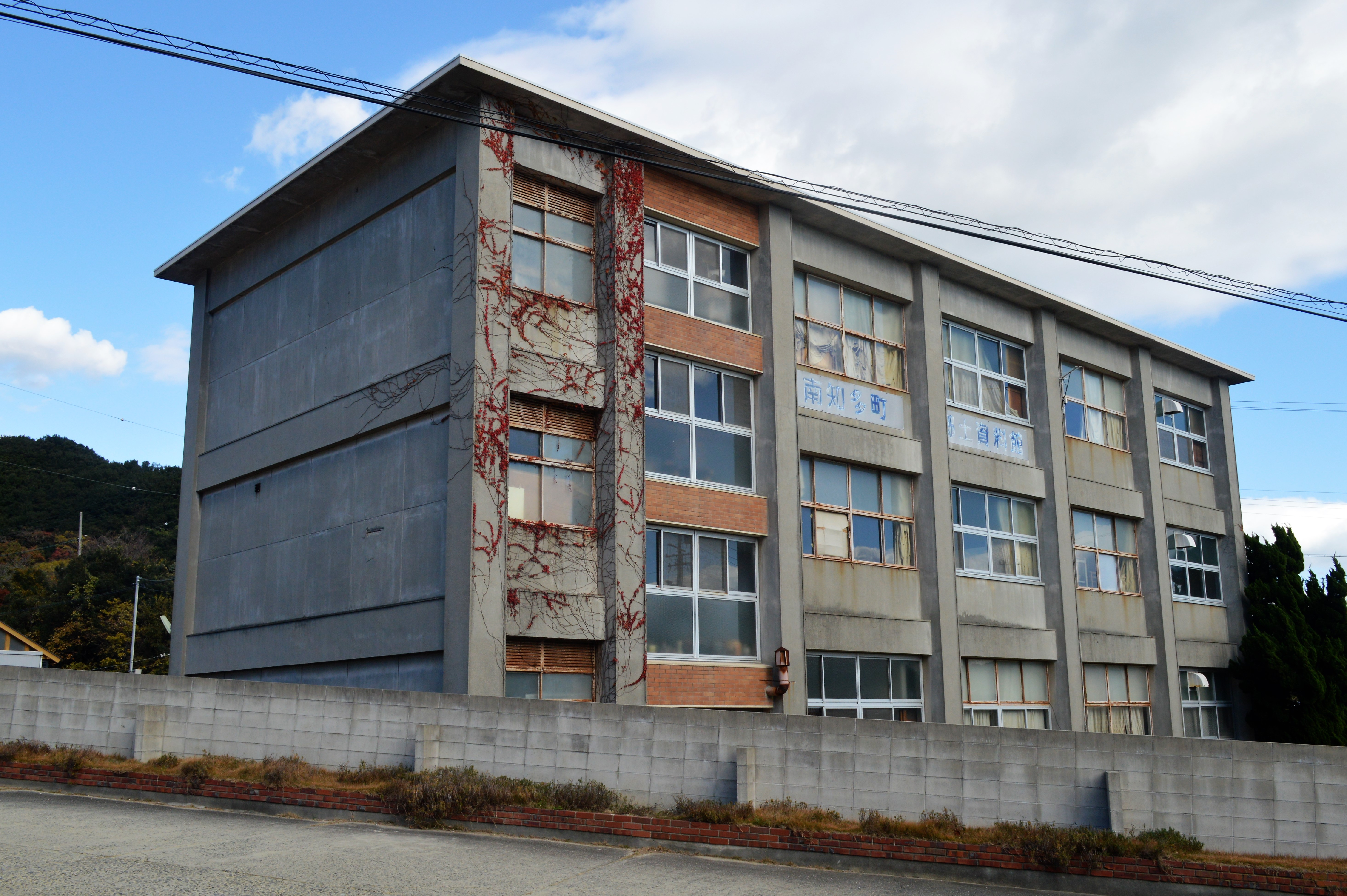
郷土資料館

- 図書室
1995年（平成7年）10月に開館[1]。南知多町は1989年（平成元年）11月に地元出身の哲学者である梅原猛から約4,200冊の図書を寄贈されており、図書室内には梅原文庫が設置されている[1]。梅原の蔵書も含めて、現在の梅原文庫は12,000冊以上となっている[1]。南知多町は公共図書館未設置自治体。ISILコードが与えられている南知多町唯一の図書室。
- 会議室
- グラウンド
内海高校のグラウンドを転用。ソフトボールやサッカーなどが可能。
- 南知多町郷土資料館（閉館）
内海高校の校舎を転用。2015年（平成27年）以降に閉館。かつては内海船に関する資料が展示され、約800石積みの「宝久丸」の模型や全長約14メートルの帆桁の実物などがあったが、一部は2017年（平成29年）に重要文化財に指定された尾州廻船内海船船主 内田家に移されている。

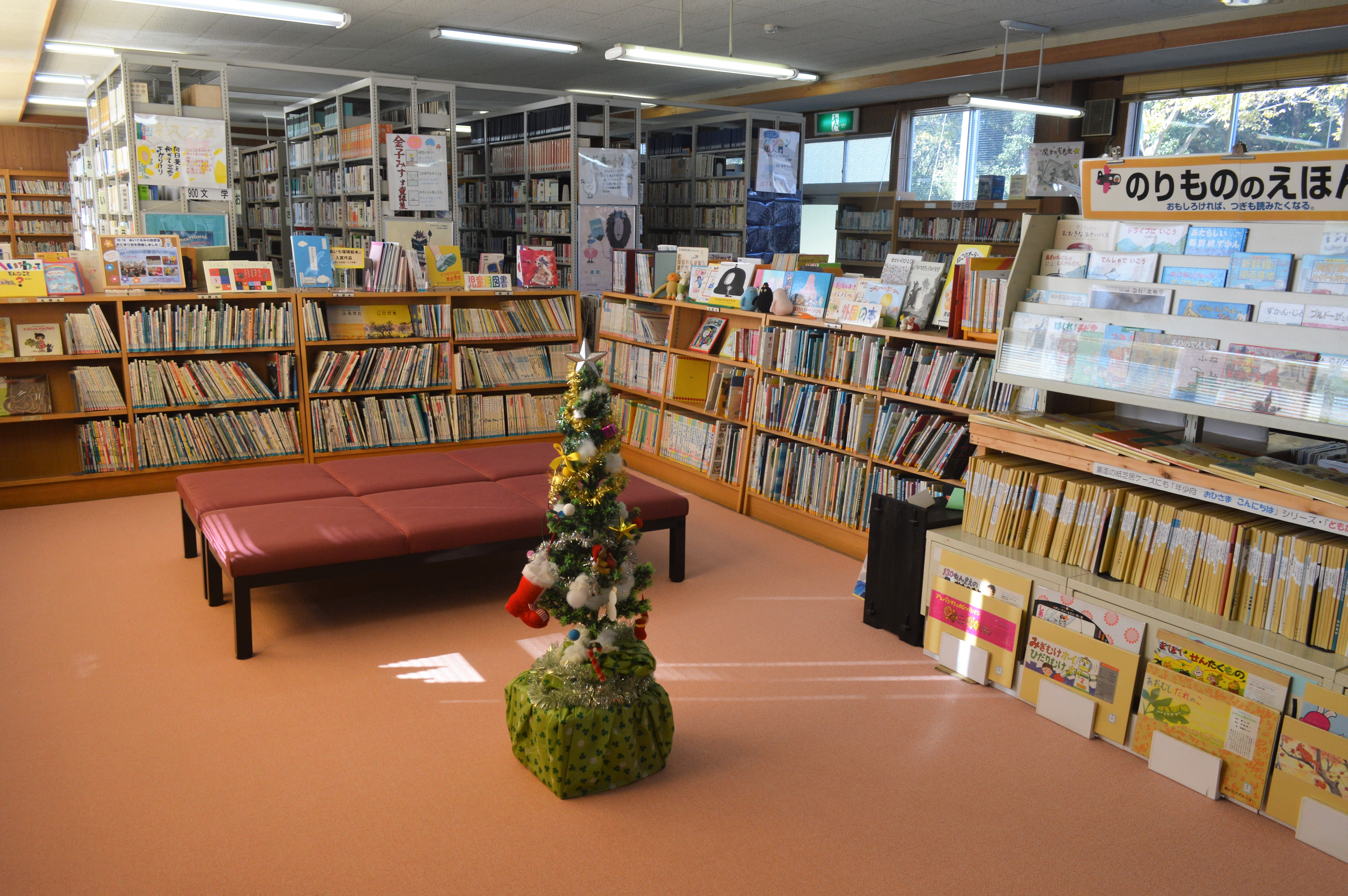
図書室内部
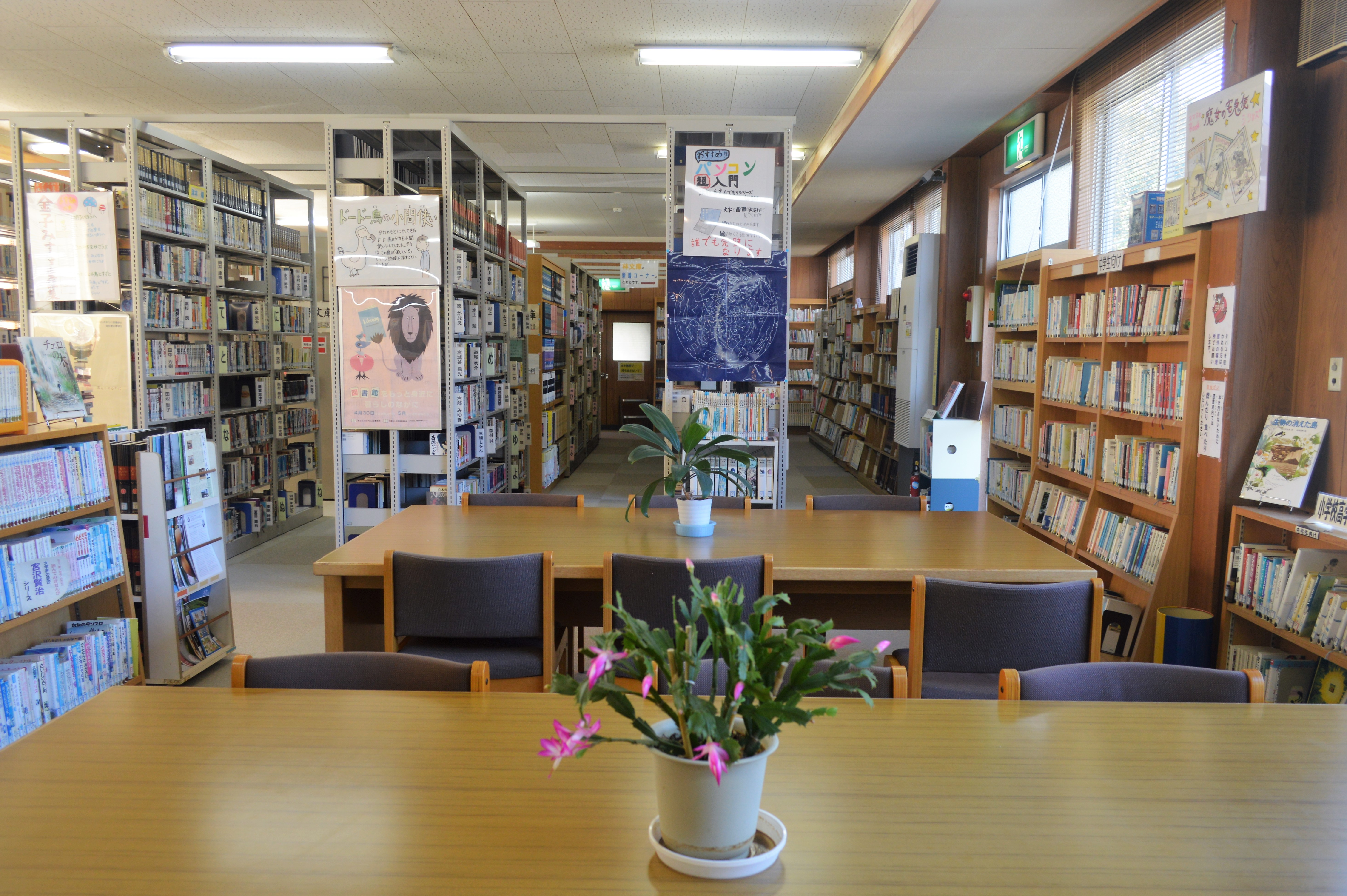
図書室内部
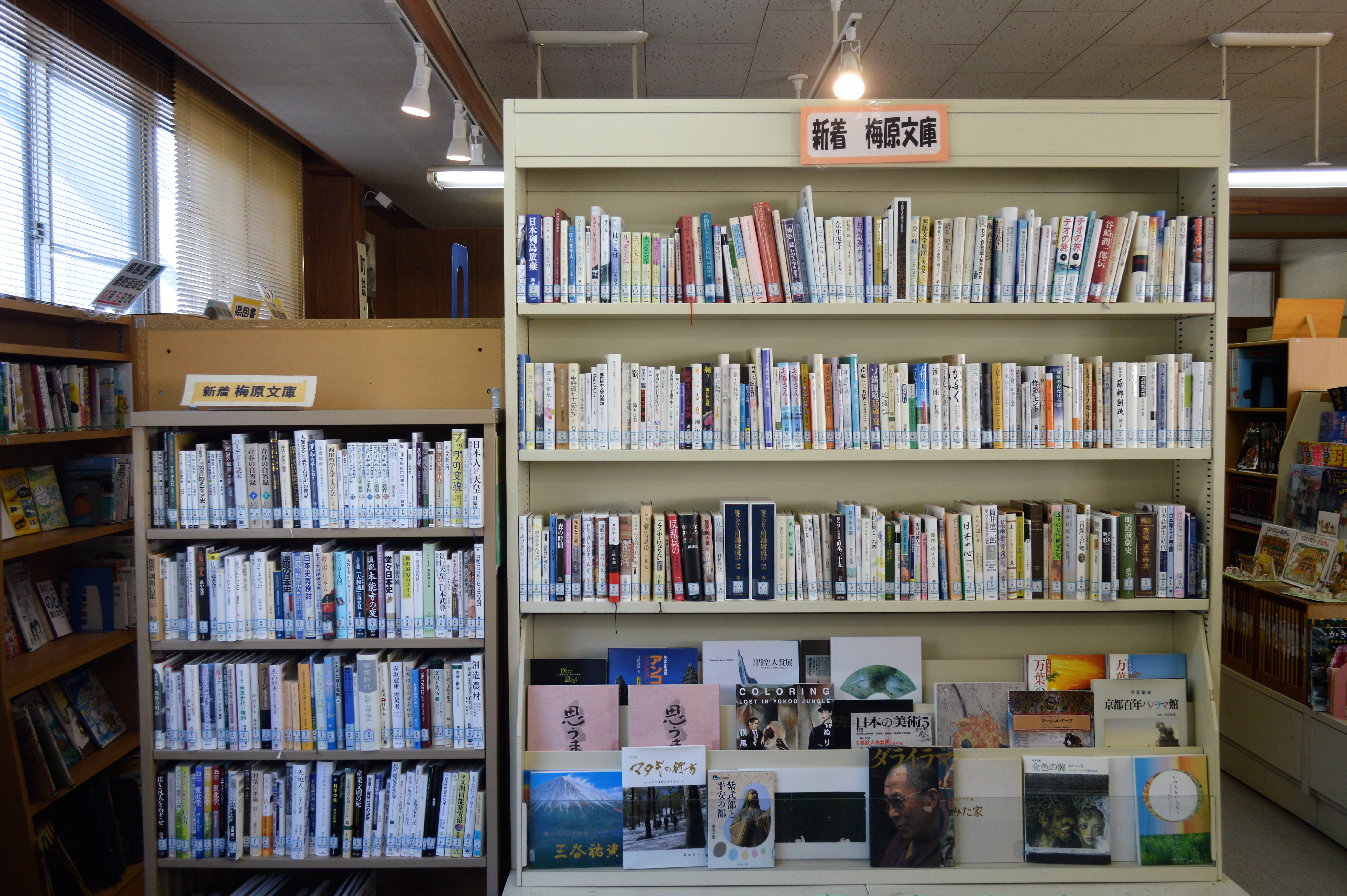
梅原猛に寄贈された梅原文庫

## 利用案内
- 所在地 : 愛知県知多郡南知多町大字内海字柴井1-66[2]
- アクセス：名鉄知多新線内海駅から徒歩
- 図書室利用時間 : 午前8時30分～午後5時[1]
- 図書室休館日 : 月曜日及び祝日の翌日、年末年始[1]